# استن روگو
استن روگو (انگلیسی: Stan Rogow؛ زادهٔ ۶ ژانویهٔ ۱۹۵۵) فیلم‌نامه‌نویس و تهیه‌کننده فیلم اهل ایالات متحده آمریکا است. وی از سال ۱۹۸۲ میلادی تاکنون مشغول فعالیت بوده‌است.
از فیلم‌ها یا مجموعه‌های تلویزیونی که وی در آن‌ها نقش داشته‌است، می‌توان به سریال لیزی مک‌گوایر و فیلم لیزی مک‌گوایر اشاره نمود.